# Mohammed Muntari
Mohammed Muntari (arabisk:محمد مونتاري; født 20. december 1993) er en ghanesisk-født fodboldspiller fra Qatar, der i øjeblikket spiller som angriber for Al-Duhail og Qatars landshold.